# Afrotyphlops angolensis
Espèce
Synonymes
- Onychocephalus angolensis Bocage, 1866
- Typhlops congicus Boettger, 1887
- Typhlops adolfi Sternfeld, 1910
- Typhlops dubius Chabanaud, 1916
- Typhlops lestradei Witte, 1933
- Typhlops ochraceus Laurent, 1952
- Typhlops angolensis irsaci Laurent, 1956
- Typhlops angolensis polylepis Laurent, 1956
- Typhlops angolensis symoensi Laurent, 1960
- Typhlops angolensis (Bocage, 1866)

Afrotyphlops angolensis est une espèce de serpents de la famille des Typhlopidae. 

## Répartition
Cette espèce se rencontre :
- en Angola ;
- dans le nord de la Zambie ;
- en République démocratique du Congo ;
- en République du Congo ;
- au Gabon ;
- dans l'Ouest du Cameroun ;
- dans le sud de la République centrafricaine ;
- en Ouganda ;
- dans l'Ouest du Kenya ;
- dans le nord de la Tanzanie.

## Description
Dans sa description Bocage indique que le spécimen en sa possession mesure 47 cm dont 0,8 cm pour la queue.

## Étymologie
Son nom d'espèce, composé de angol[a] et du suffixe latin -ensis, « qui vit dans, qui habite », lui a été donné en référence au lieu de sa découverte, l'Angola.

## Publication originale
- Bocage, 1866 : Lista dos reptis das possessões portuguezas d'Africa occidental que existem no Museu Lisboa. Jornal de sciencias mathematicas, physicas e naturaes, vol. 1, p. 37-56 (texte intégral).